# Kaeng Krachan Circuit
Der Kaeng Krachan Circuit (Thailändisch: แก่งกระจานเซอร์กิต) ist eine permanente Motorsport-Rennstrecke im Distrikt Kaeng Krachan in der Provinz Phetchaburi in Thailand. Der 2009 eröffnete Kurs ist die zweitlängste permanente Rennstrecke des Landes.

## Geschichte
Der Bau der Strecke geht auf eine Initiative der beiden Rennfahrer Somchai Srijirarat und Ekprawat Petcharak zurück. Im Jahr 2008 wählten sie ein Grundstück im Bezirk Kaeng Krachan, etwa zwei Autostunden von Bangkok entfernt, und begannen mit den Arbeiten. Nach nur 10 Monaten erfolgte die Eröffnung.

## Streckenbeschreibung
Es gibt drei Layouts – die 2,9 km lange Gesamtstrecke, eine mittellange Version mit 2,39 km Länge und eine 1 km lange Kurzvariante. Die Strecke bietet eine große Vielfalt an Kurven und technischen Abschnitten.